# Mount Fučík
Mount Fučík (russisch Гора Фучика Gora Futschika, norwegisch Fučíktoppen) ist ein 2305 m hoher Berggipfel im ostantarktischen Königin-Maud-Land. Er ragt im Zentrum des Bergs Kvævefjellet in der Payergruppe der Hoelfjella auf.
Entdeckt und anhand von Luftaufnahmen kartiert wurde der Berg bei der Deutschen Antarktischen Expedition (1938–1939) unter der Leitung Alfred Ritschers. Sowjetische Wissenschaftler nahmen bei einer von 1960 bis 1961 dauernden Forschungsreise eine neuerliche Kartierung vor und benannten ihn nach dem tschechoslowakischen Journalisten und Autor Julius Fučík (1903–1943). Die russische Benennung übersetzte das Advisory Committee on Antarctic Names 1970 ins Englische.